# ذوب تشعشعی

توسعه ذوب تشعشعی در صنعت مس، مربوط به تعداد ذوب‌خانه‌هایی است که از این فناوری استفاده می‌کنند.

ذوب سریع (فنلاندی: Liekkisulatus, literally "flame-smelting") یک فرایند ذوب برای سنگ معدن‌های حاوی گوگرد از جمله کالکوپیریت است. این فرایند توسط شرکت فولاد Outokumpu در فنلاند توسعه یافت و برای اولین بار در کارخانه Harjavalta در سال ۱۹۴۹ برای ذوب سنگ مس استفاده شد. همچنین برای تولید نیکل و سرب سازگار شده‌است.
دومین سیستم ذوب تشعشعی توسط شرکت بین‌المللی نیکل (' INCO ') توسعه داده شد و طراحی خوراک کنسانتره متفاوتی در مقایسه با کوره تشعشعی Outokumpu دارد.  کوره تشعشعی Inco دارای مشعلهای تزریق کنسانترهٔ دیوارهٔ انتهایی و یک خروج گاز زباله مرکزی است،  در حالی که کوره تشعشعی Outokumpu دارای یک شفت واکنش با آب خنک در یک انتهای ظرف و یک گاز ضایعاتی است. در انتهای دیگر بگیرید  در حالی که کوره تشعشعی INCO در سادبری اولین استفاده تجاری از ذوب تشعشعی اکسیژن بود، کمتر ذوب کننده از کوره فلاش INCO نسبت به کوره تشعشعی اوتوکومپو استفاده می‌کرد. 
ذوب سریع با هوای غنی شده با اکسیژن ("گاز واکنش") از انرژی موجود در کنسانتره برای تأمین بیشتر انرژی مورد نیاز کوره‌ها استفاده می‌کند.   کنسانتره باید قبل از تزریق به کوره‌ها خشک شود و در مورد فرایند Outokumpu، برخی از کوره‌ها از یک بخاری اختیاری برای گرم کردن گاز واکنش معمولاً به ۱۰۰–۴۵۰ استفاده می‌کنند. درجه سانتی گراد 
واکنش‌های کوره‌های ذوب تشعشعی باعث تولید مس مات، اکسیدهای آهن و دی‌اکسید گوگرد می‌شود. ذرات واکنش داده شده در حمامی در انتهای کوره می‌ریزند، جایی که اکسیدهای آهن با شارهایی مانند سیلیس و سنگ آهک واکنش داده و سرباره تشکیل می‌دهند.
در بیشتر موارد، سرباره را می‌توان پس از مدتی تمیز کردن دور انداخت و مات را بیشتر در مبدل‌ها برای تولید مس تاول زدایی کرد. در برخی موارد که کوره‌های تشعشعی با کنسانتره حاوی مقدار کافی مس زیاد تغذیه می‌شوند، کنسانتره مستقیماً در یک کوره اوتوکومپو به تاول تبدیل می‌شود  و تبدیل بیشتر ضروری نیست.
دی‌اکسید گوگرد تولید شده توسط ذوب سریع معمولاً در کارخانه اسید سولفوریک جذب می‌شود و اثرات زیست‌محیطی عمده ذوب را از بین می‌برد. 
Outotec، که قبلاً بخش فناوری Outokumpu بود، اکنون حق اختراع Outokumpu را در مورد این فناوری در اختیار دارد و به آن در سراسر جهان مجوز می‌دهد.
INCO در سال ۲۰۰۶ توسط شرکت Vale برزیل خریداری شد.
- کوره ذوب تشعشعی Outokumpu که عمدتن برای ذوب مس به کار می‌رود.
- کوره ذوب تشعشعی Inco که عمدتن برای ذوب نیکل به کار می‌رود. (برای مس هم کاربرد دارد)
- کوره ذوب تشعشعی Kivcet که عمدتن برای ذوب سرب به کار می‌رود. (برای مس و روی هم به کار می‌رود)